# Storia della musica Feltrinelli
La Storia della musica edita da Giangiacomo Feltrinelli Editore dal 1962 al 1987 (ultima edizione) è un'opera in collana autonoma, tradotta da The New Oxford History of Music (1957 e seguenti) edita dalla Oxford University Press.

## Volumi
- 1. Musica antica e orientale, a cura di Egon Wellesz, trad. Giampiero Tintori, 583 pp.
- 2. Musica medioevale fino al Trecento, a cura di Dom Anselm Hughes, trad. Francesco Bussi, 500 pp.
- 3. Ars nova e umanesimo, 1300-1540, a cura di Dom Anselm Hughes e Gerald Abraham, trad. Laura Lovisetti Fuà, 628 pp.
- 4. L'età del Rinascimento, 1540-1630, a cura di Gerald Abraham, trad. Francesco Bussi, 2 voll., 1055 pp.
- 5. Opera e musica sacra, 1630-1750, a cura di Anthony Lewis e Nigel Fortune, trad. Francesco Bussi, 975 pp.
- 6. Musica da concerto, 1630-1750, a cura di Gerald Abraham, trad. Mario Manzari ed Enrico Reggiani, 847 pp.
- 7. L'età dell'illuminismo, 1745-1790, a cura di Egon Wellesz e Frederick Sternfeld, trad. Luciano Petazzoni e Mariangela Donà, 816 pp.
- 8. L'età di Beethoven, 1790-1830, a cura di Gerald Abraham, trad. Gabriele Dotto, Donata Aldi e Maria Alessandra Lucoli, 791 pp.
- 9. Il romanticismo, 1830-1890, a cura di Gerald Abraham, trad. Franco Sgrignoli, 1000 pp.
- 10. La musica moderna, 1890-1960, a cura di Martin Cooper, trad. Riccardo Bianchini, 728 pp. (con allegato La nuova musica in Italia di Riccardo Bianchini, 20 pp.)